# 小岩井久美子
小岩井 久美子（こいわい くみこ、1975年6月27日 - ）は、日本の元フィギュアスケート選手（女子シングル）。1993年世界ジュニア選手権優勝、1995年世界選手権日本代表（16位）。

## 経歴
愛知県大府市出身。スケートを始めた時は小塚光彦(小塚崇彦の祖父)が設立したオリオンFSCに所属し、のちに伊藤みどりらを育てた山田満知子に師事し、女子フィギュアスケート選手として活躍。1991-1992シーズンに全日本ジュニア選手権で優勝し、翌1992-1993シーズンの世界ジュニア選手権で日本人選手として2人目の優勝を果たした。また、シニアのNHK杯や全日本選手権でも表彰台に上り、翌1994年に控えたリレハンメルオリンピックの有力な若手選手であった。
1993-1994シーズン、オリンピック日本女子シングルの2つの参加枠をかけた全日本選手権では、佐藤有香、井上怜奈に及ばず惜しくも3位に終わり、リレハンメル五輪出場はならなかった。翌1994-1995シーズン、世界選手権に初出場。フリー演技で着氷に失敗した際、太股をエッジで切り、血を流しながらも最後まで演技を続けた。1998年長野オリンピックのシーズンを前に、1997年ユニバーシアードでの優勝を花道に競技から引退した。

## 主な戦績
| 大会/年          | 1991-92 | 1992-93 | 1993-94 | 1994-95 | 1995-96 | 1996-97 |
| ---------------- | ------- | ------- | ------- | ------- | ------- | ------- |
| 世界選手権       |         |         |         | 16      |         |         |
| 全日本選手権     |         | 3       | 3       | 3       | 6       | 4       |
| NHK杯            |         | 2       | 5       |         | 8       |         |
| ユニバーシアード |         |         |         | 3       |         | 1       |
| 世界Jr.選手権    | 8       | 1       |         |         |         |         |
| 全日本Jr.選手権  | 1       | 2       |         |         |         |         |